# 960 Birgit
960 Birgit, asteroid glavnog pojasa. Otkrio ga je Karl Wilhelm Reinmuth, 1. listopada 1921.

## Vanjske poveznice
- Minor Planet Center